# Prefrontale schub

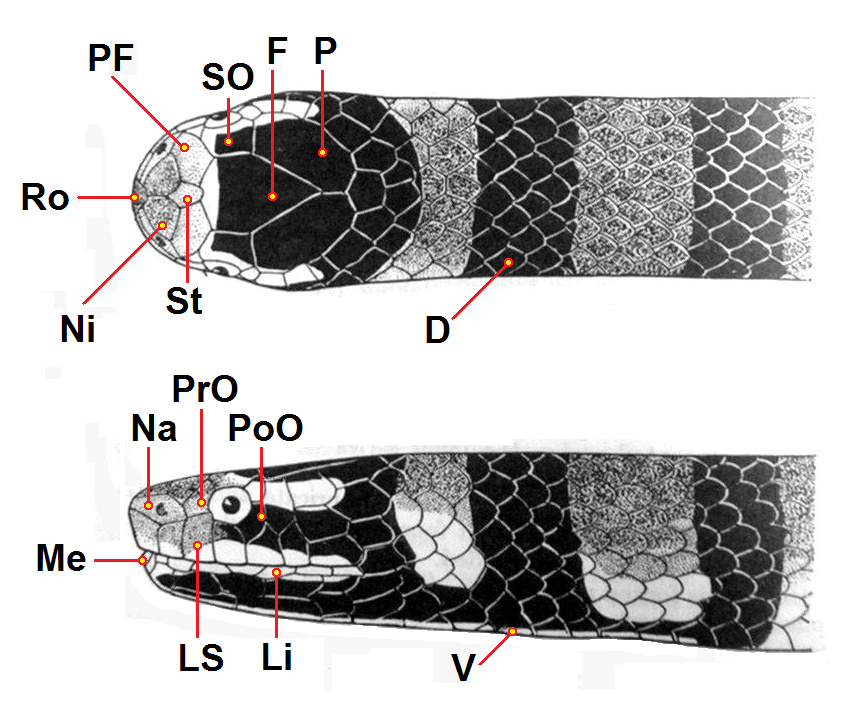
De belangrijkste schubben aan de kop (Ringslangplatstaart):
Bovenste figuur:
D = Dorsaal (rugzijde)
P = Pariëtaal (aan de zijkant)
F = Frontaal (aan de bovenzijde)
So= Supraoculair (boven het oog)
Ni = Internasaal (tussen de neus(gaten))
Ro = Rostraal (aan de snuit)
St = Interfrontaal
Pf = Prefrontaal
Onderste figuur:
V = Ventraal (buikzijde)
Ls = Supralabiaal (aan de bovenlip)
Li = Infralabiaal (aan de onderlip)
Na = Nasaal (aan de neus)
Me = Mentaal (aan de kin)
Pn = Postnasaal (achter de neus)
Poo = Postoculair (achter het oog)
Pro = Preoculair (voor het oog)

De prefrontale schub of prefrontaal is een schub die bij de schubreptielen gelegen is aan de boven- voorzijde van de kop, tussen de ogen en het voorhoofd. De term wordt gebruikt in de herpetologie om de schubben van reptielen aan te duiden die gelegen zijn aan de kop.
De prefrontale schub is altijd gepaard en nooit enkelvoudig zoals veel andere kopschubben.